# Chehjam
Chehjam (persiska: چهجم) är en ort i Iran.   Den ligger i provinsen Khuzestan, i den centrala delen av landet, 500 km söder om huvudstaden Teheran. Chehjam ligger 1 222 meter över havet och antalet invånare är 227.
Terrängen runt Chehjam är bergig västerut, men österut är den kuperad. Chehjam ligger nere i en dal. Runt Chehjam är det ganska glesbefolkat, med 47 invånare per kvadratkilometer. Närmaste större samhälle är Şeydūn, 11,2 km nordväst om Chehjam. Omgivningarna runt Chehjam är i huvudsak ett öppet busklandskap.